# Nadia Murad
Nadia Murad Basee Taha (arabsko نادية مراد باسي طه ), iraška jazidka  in borka za človekove pravice, * 1993, Kočo, Irak.
Leta 2014 so jo ugrabili iz rojstne vasi Kočo, nato jo je Islamska država pridržala tri mesece.
Muradova je ustanoviteljica Nadjine pobude, organizacije, ki je namenjena »pomoči ženskam in otrokom, žrtvam genocida, množičnih grozodejstev in trgovine z ljudmi, da ozdravijo in obnovijo svoje življenje in življenje svojih skupnosti«.
Leta 2018 sta skupaj z Denisom Mukwegejem  prejela Nobelovo nagrado za mir za »prizadevanja za odpravo uporabe spolnega nasilja kot orožja za vojno in oborožene konflikte«. Je prva Iračanka in Jazidka, ki ji je bila podeljena Nobelova nagrada.

## Življenje
Rojena v Iraku v kmečki jezidski družini. Avgusta 2014 so jo ugrabili, nakar je bila predana v mesto Mosul, kjer je bila prodana, pretepena in zlorabljena. Ko je ubežala svojemu lastniku, skrbniku, je s pomočjo mnogih pretihotapila v Kurdistan, kjer je bila nekje med septembrom in novembrom 2014 osvobojena. Februarja 2015 je njena zgodba postala javna, istega leta pa je bila ena tisočih otrok in žensk, ki so jih kot begunci sprejeli v Nemčiji. Ob koncu leta 2015 je predstavila svoj primer Varnostnemu svetu OZN in nato z veliko podpore širila svojo zgodbo v želji po preprečevanju trgovine z ljudmi.

### Zasebno
Avgusta 2018 se je Nadia Murad zaročila s kolegom Jazidom in borcem za človekove pravice, Abidom Shamdeenom. Sta poročena.

## Nagrade in priznanja
- 2016: prvi veleposlanik dobre volje za dostojanstvo preživelih iz trgovine z ljudmi Združenih narodov [13] [14]
- 2016: nagrada Sveta Evrope Václav Havel za človekove pravice [15]
- 2016: nagrada Saharova za svobodo misli (z Lamijo Hadži Bašar) [16] [17] [18]
- 2018: Nobelova nagrada za mir (z Denisom Mukwegejem) [19]